# V738 Андромеды
V738 Андромеды (лат. V738 Andromedae) — двойная затменная переменная звезда типа W Большой Медведицы (EW) в созвездии Андромеды на расстоянии приблизительно 1752 световых лет (около 537 парсеков) от Солнца. Видимая звёздная величина звезды — от +14,46m до +13,86m. Орбитальный период — около 0,2647 суток (6,3517 часов).

## Характеристики
Первый компонент — жёлто-оранжевый карлик спектрального класса K-G. Радиус — около 1,06 солнечного, светимость — около 0,623 солнечной. Эффективная температура — около 4979 K.
Второй компонент — жёлто-оранжевый карлик спектрального класса K-G.